# Cipru (provincie romană)

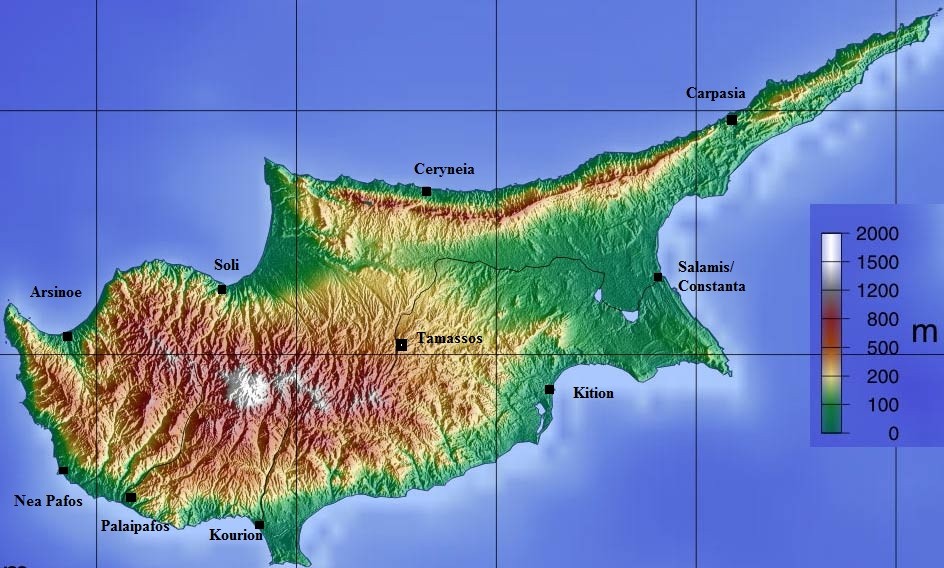
Harta Ciprului

Harta provinciilor din Imperiu Roman

Cipru este o insulă în nord-estul Mării Mediterane, care se află la sud de Turcia, la nord de Egipt, și la est de Grecia. Este a treia insulă ca mărime din Marea Mediterană, deși mult mai mică decât Sicilia și Sardinia, Cipru are o suprafata de 3584 mile pătrate și o lățime de la nord la sud, de 60 de mile. Din insulă se poate observa Siria și Asia Mică.
Provincia Romană Cipru a fost un loc-cheie pentru funcții importante politice și religioase. A fost, de asemenea, o bază strategică pentru comerțul în Marea Mediterană. Teritoriile sale fiind ocupate constant, de-a lungul istoriei de catre mai multe imperii cum ar fi Imperiu Asirian, Imperiul Egiptean, Imperiul Macedonean, și în special cel Imperiul Roman. Cipru a fost anexată de către romani în 58 î.Hr., până la 22 î.Hr. atunci când Cipru a devenit o provincie oficial senatorială, controlul asupra insulei a fluctuat între romani și Imperiul lui Ptolemeu (Karageorghis 177). Până la Bătălia de la Actium din 31 î.Hr. a Imperiului Bizantin, iar de atunci Cipru a fost controlat de către romani. Și din anu 293 d.Hr., Cipru a devenit oficial parte a Imperiului Roman de Răsărit.
Sub conducerea romană, Cipru a fost împărțit în patru districte principale, Salamina, Pafos, Amathous, și Lapethos. Pafos a fost capitala a insulei de-a lungul perioadei romane până când Salamina a fost reînfiintata ca Constantia în 346 d.Hr. Geograful Ptolemeu a înregistrat următoarele orașe romane: Pafos, Salamis, Amathous, Lapethos, Kition, Kourion, Arsinoe, Kyrenia, Chytri, Karpasia, Soli și Tamassos, precum și unele orașe mai mici, împrăștiate de-a lungul insulei.
Dovada de control Roman pentru Cipru se bazează în primul rând pe descoperiri arheologice și epigrafie. Deoarece dovezile literare existente sunt insuficiente și textele care ar ajuta să se fundamenteze cunoștințele noastre sunt foarte rare.

## Fotografi

### Galerie

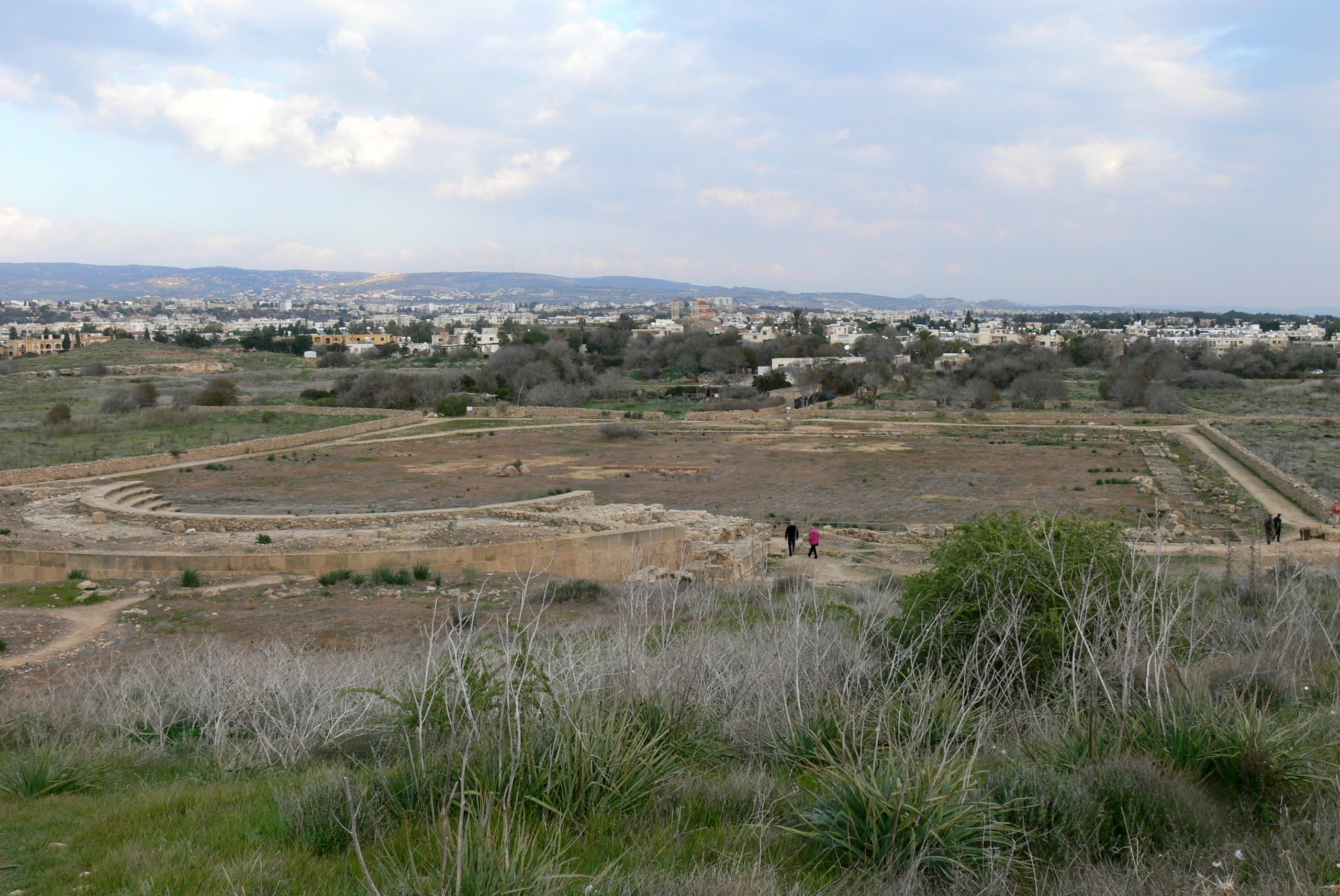
Papos - Agora
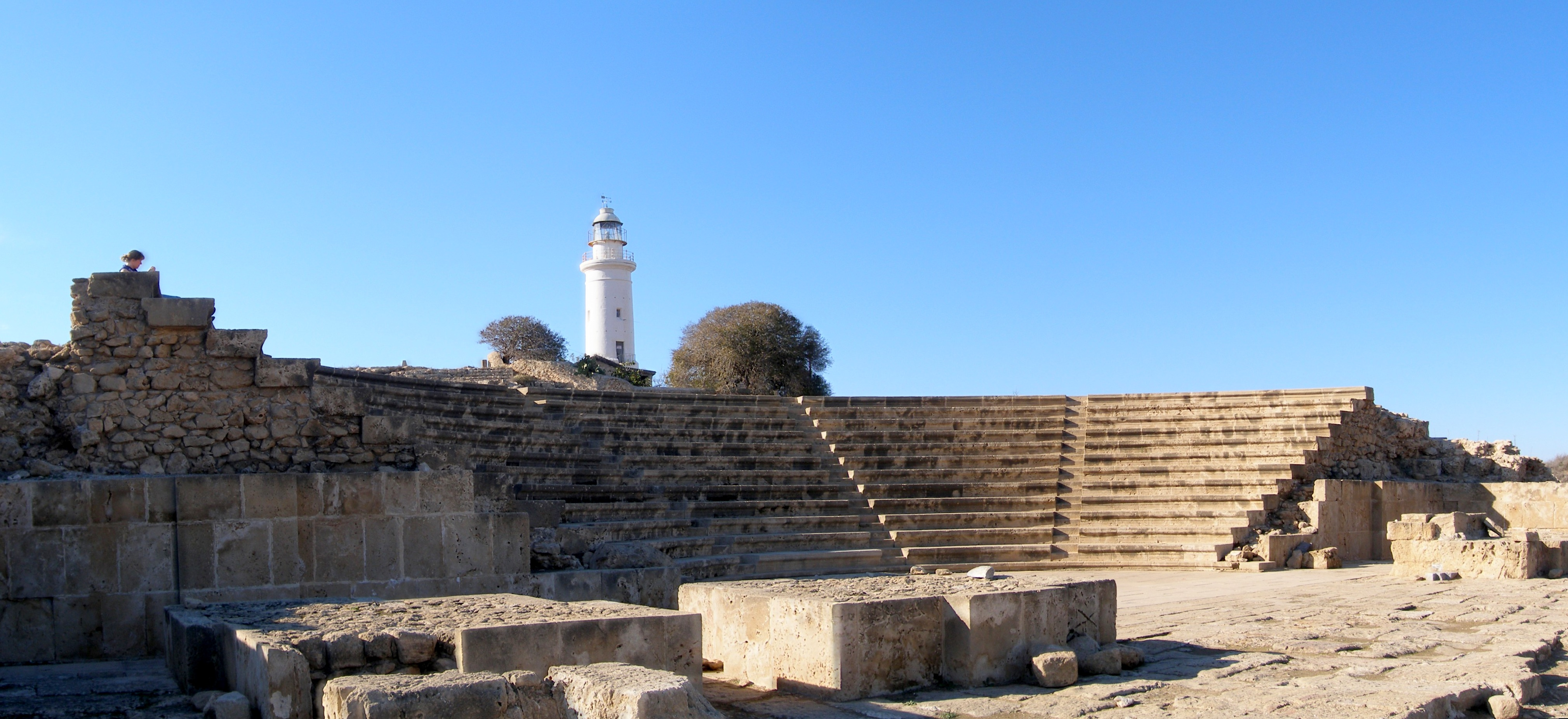
Papos - Pan Odeon